# Rotari (Moldavia)
Rotari (in russo Ротарь)  è un comune della Moldavia controllato dalla autoproclamata repubblica di Transnistria. È compreso nel distretto di Camenca

## Località
Il comune è formato dall'insieme delle seguenti località:
- Rotari (Ротарь)
- Bodeni (Боданы)
- Socolovca (Соколовка).